# Sère-en-Lavedan
Sère-en-Lavedan település Franciaországban, Hautes-Pyrénées megyében. Lakosainak száma 83 fő (2022. január 1.). Sère-en-Lavedan Salles, Gez és Ouzous községekkel határos.

## Népesség
A település népessége az elmúlt években az alábbi módon változott:
| Lakosok száma | 68   | 69   | 73   | 74   | 75   | 77   | 76   | 80   | 83   |
|               | 2013 | 2015 | 2016 | 2017 | 2018 | 2019 | 2020 | 2021 | 2022 |